# جلمبادان

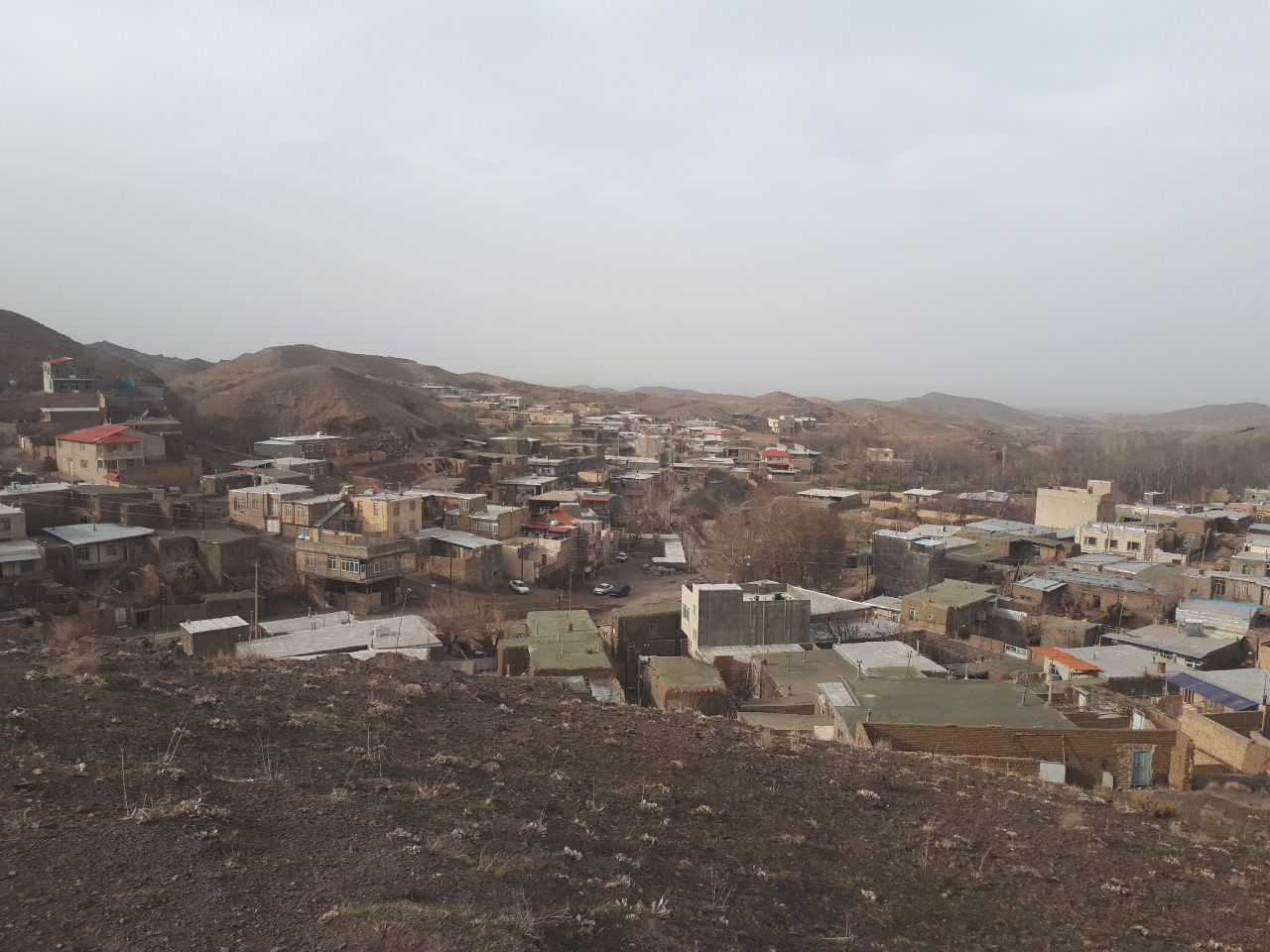
چشم انداز روستای جلمبادان در فصل زمستان

جلمبادان، روستایی است از توابع بخش مرکزی و در شهرستان جوین استان خراسان رضوی ایران. مردم روستای جلمبادان به زبان فارسی خراسانی با گویش سبزواری صحبت می‌کنند.

## جمعیت
این روستا در دهستان پیراکوه قرار داشته و بر اساس سرشماری سال ۱۳۸۵ جمعیت آن ۶۷۲ نفر (۲۲۵ خانوار)
بوده است.